# Theodora Korte
Theodora Johanna Antonia Maria Korte (Aschendorf, 12 november 1872 – Münster, 31 augustus 1926) was een Pruisische dichter en schrijfster, onder het pseudoniem Theo von Nienhaus.

## Biografie

### Familieachtergrond
Theodora Korte werd geboren als telg van de Hannoveriaanse familie Korte. Haar ouders waren Johann-Heinrich Korte (1818-1907) en Maria Rodewyk (1836-1914), dochter van een tabakshandelaar. Johann-Heinrich Korte was gouverneur 'Amtshauptmann' van Emsland. Deze titels werden gegeven na de Pruisische annexatie van 1866. Op deze manier profiteerde Johann-Heinrich Korte van het Pruisisch bewind, terwijl veel van zijn familieleden het land moesten ontvluchten.

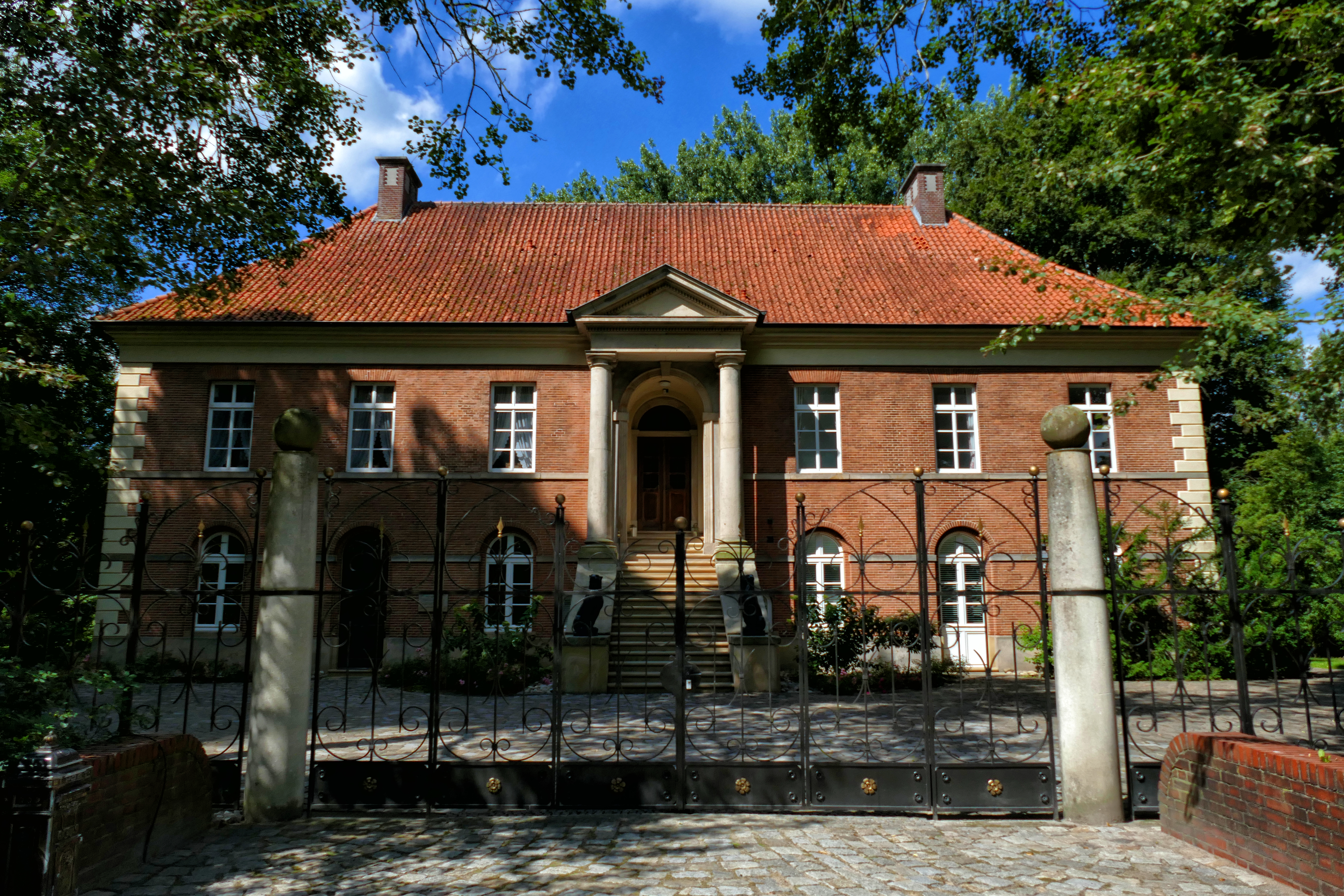
Nienhaus, waar Theodora opgroeide.

### Jeugd
Korte groeide op in het Amtshaus Nienhaus, samen met haar twee oudere broers en vier oudere zussen. Uit een eerder huwelijk van haar vader had zij ook nog twee halfbroers.
Op veertienjarige leeftijd verhuisde Korte naar Bregenz, Oostenrijk, en ging daar naar de katholieke Sacré Coeur Riedenburg kloosterschool. Hierna ging zij naar de normaalschool in Emden, en behaalde zij haar diploma om onderwijzeres te worden.

### Volwassen leven
Na haar tijd in Emden reisde Korte af naar Parijs, maar keerde al gauw terug toen de gezondheid van haar ouders achteruit ging. Als enige ongetrouwde dochter was het haar verantwoordelijkheid om voor haar zieke ouders te zorgen, wat zij deed tot het overlijden van haar vader in 1907 en haar moeder in 1914.

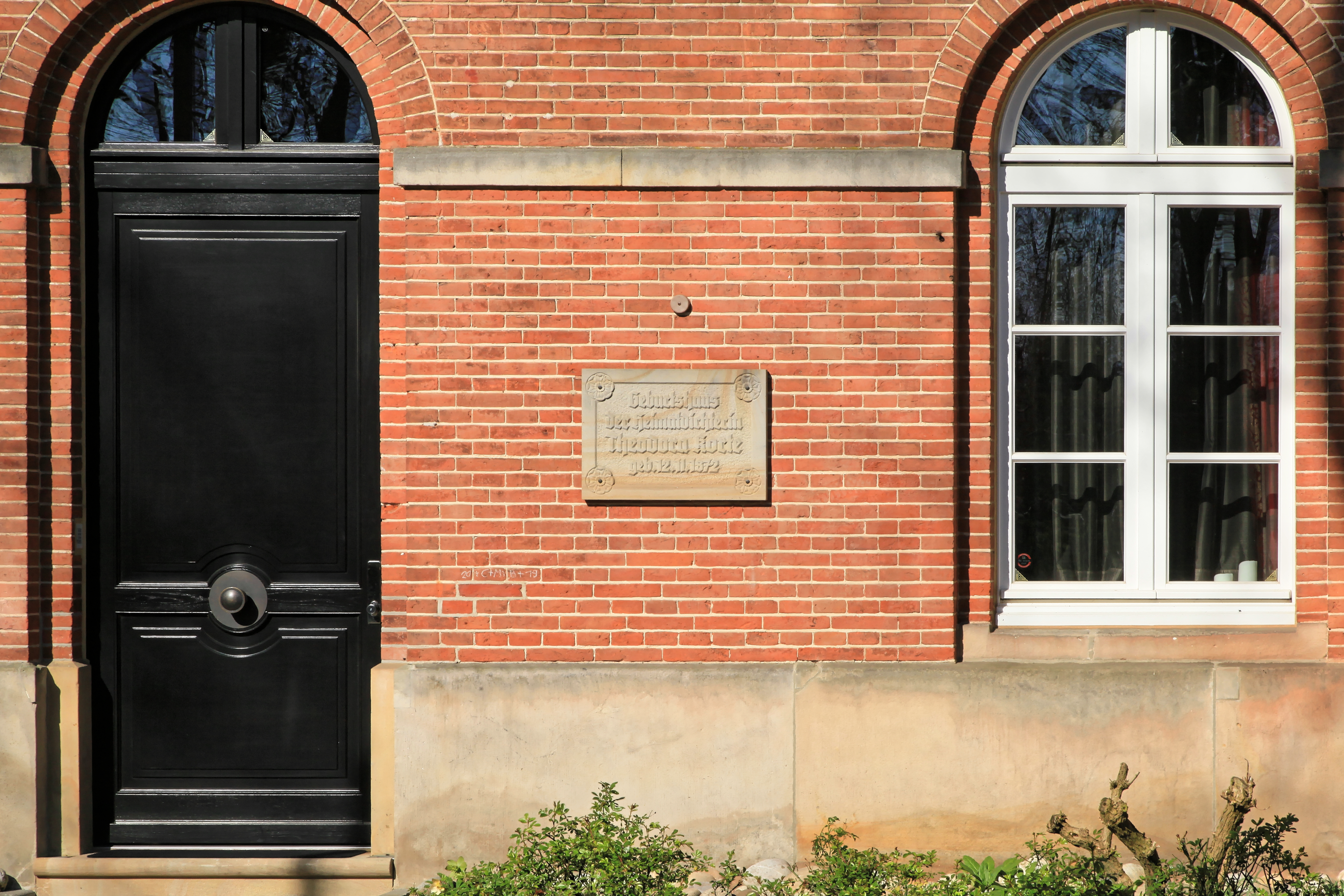
Gedenkplaat bij het Nienhaus, geboorteplek van Theodora Korte.

### Carrière
Kort na het begin van de Eerste Wereldoorlog verhuisde Korte naar Münster, waar zij begon te schrijven voor katholieke kranten en tijdschriften. Haar werken stonden bekend om hun religieuze ondertoon, en de duidelijke liefde van de schrijfster voor Emsland. Dit blijkt het duidelijkst in haar bekendste werk: Jan Bernd Hoeftmann, het verhaal van een jongen uit Emsland (1919).
Korte's carrière was een succesvolle, maar ook een korte. Op 31 augustus 1926 stierf zij op 53-jarige leeftijd in het Clemensziekenhuis in Münster. In die plaats is ze ook begraven. Op de gevel van het Nienhaus, haar ouderlijk huis, is een plaquette te zien die aan haar geboorte herinnert.

## Werken
- Trude Friedwald (Münster, 1908)
- Helen Keller, verhalen voor kinderen van Th. Korte (Limburg, 1910)
- Hedendaagse gedichten (Papenburg, 1915)
- Op, op, ten strijde, een oorlogsverhaal voor communiekinderen (Dülmen, 1916)
- Jan Bernd Hoeftmann, het verhaal van een jongen uit Emsland (Keulen, 1919)
- Klokkenluiden, een verhaal voor communiekinderen (Einsiedeln, 1922)
- Veldslagen en overwinningen, verhalen voor communiekinderen (Einsiedeln, 1923)
- De zusters (Elberfeld, 1925)
- Verhalen uit Emsland: Geneeskrachtige bronnen, de veerman op de Eems, donkere golven, Wilm Leffers' thuiskomst (Elberfeld, 1926)

## Weblink
- Theodora Korte in het Lexicon van Westfaalse auteurs